# Наволок (Киришский район)
Наволок — деревня в Глажевском сельском поселении Киришского района Ленинградской области.

## История
Деревня Наволок упоминается на карте Санкт-Петербургской губернии Фёдора Шуберта 1834 года.

НАВОЛОК — деревня принадлежит Казённому ведомству, число жителей по ревизии: 44 м. п., 42 ж. п. (1838 год)

Деревня Наволок обозначена на «Специальной карте западной части России» Ф. Ф. Шуберта 1844 года.

НАВОЛОК — деревня Ведомства государственного имущества по просёлочной дороге, число дворов — 16, число душ — 48 м. п. (1856 год)

НАВОЛОК — деревня казённая при реке Волхове, число дворов — 16, число жителей: 57 м. п., 85 ж. п.; Часовня православная. (1862 год)

Согласно епархиальным сведениям 1899 года деревня относилась к приходу Владимирской церкви (Введения Пресвятой Богородицы), ранее Михайловского погоста, в селе Глажево.
В конце XIX — начале XX века деревня административно относилась к Глажевской волости 5-го земского участка 1-го стана Новоладожского уезда Санкт-Петербургской губернии.
По данным «Памятной книжки Санкт-Петербургской губернии» за 1905 год деревня Наволок входила в Наволокское сельское общество.

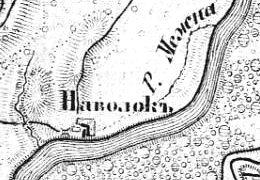
Деревня Наволок на карте 1915 года

С 1917 по 1923 год деревня Наволок входила в состав Наволок-Манушкинского сельсовета Глажевской волости Новоладожского уезда.
С 1923 года в составе Подсопского сельсовета Глажевской волости Волховского уезда.
Согласно данным переписи населения СССР 1926 года в деревне Наволок проживали 189 человек — все русские. 
С 1927 года в составе Андреевского района.
С 1928 года в составе Глажевского сельсовета. В 1928 году население деревни Наволок также составляло 189 человек.
С 1931 года в составе Киришского района.
Согласно карте Ленинградской области Северо-западного аэрогеодезического треста ГГУ издания 1932 года деревня насчитывала 16 крестьянских дворов. К северу от деревни находилась ветряная мельница.
По данным 1933 года деревня Наволок входила в состав Глажевского сельсовета Киришского района.

План деревни Наволок. 1937 год

Согласно топографической карте РККА 1937 года деревня насчитывала 31 крестьянский двор.
Согласно переписи населения СССР 1939 года в деревне Наволок проживали 56 мужчин и 80 женщин, всего 136 человек.
С 1963 года в составе Волховского района.
С 1965 года вновь составе Киришского района. В 1965 году население деревни Наволок составляло 42 человека.
По данным 1966, 1973 и 1990 годов деревня Наволок также входила в состав Глажевского сельсовета.
В 1997 году в деревне Наволок Глажевской волости проживали 6 человек, в 2002 году — 2 (все русские).
В 2007 году в деревне Наволок Глажевского СП проживали 4 человека, в 2010 году — 3.

## География
Деревня расположена в северо-западной части района на автодороге 41К-572 (подъезд к дер. Наволок), к востоку от автодороги 41А-006 (Зуево — Новая Ладога).
Расстояние до административного центра поселения — 6 км.
Расстояние до ближайшей железнодорожной станции Глажево — 4,5 км.
Деревня находится на левом берегу реки Волхов.

## Демография
| 1838 | 1862 | 1928 | 1965 | 1997 | 2002 | 2007 |
| ---- | ---- | ---- | ---- | ---- | ---- | ---- |
| 86   | ↗142 | ↗189 | ↘42  | ↘6   | ↘2   | ↗4   |
| 2010 | 2017 |      |      |      |      |      |
| ↘3   | ↗22  |      |      |      |      |      |

### Национальный состав
Согласно данным Всероссийской переписи населения 2021 года в деревне проживали 25 человек, все русские.